# Obersulmetingen
Obersulmetingen ist ein Dorf, das seit 1975 zur Stadt Laupheim gehört. Es liegt an der Riß, einem Nebenfluss der Donau.

## Geschichte
Die Herren von Sulmetingen waren ein edelfreies Geschlecht und Vorahnen der
Herren von Neuffen.
Am 1. Januar 1975 wurde Obersulmetingen in die Stadt Laupheim als letzter der heutigen Laupheimer Teilorte eingegliedert.

## Kultur und Sehenswürdigkeiten
Das Dorfbild wird vom Schloss Obersulmetingen dominiert.
Durch den Ort führt der Oberschwäbische Jakobsweg von Ulm nach Konstanz.